# Ребек (Бельгія)
Ребек (валлон. Ribek) — муніципалітет Валлонії, розташований у бельгійській провінції Валлонський Брабант. На 1 січня 2006 року в муніципалітеті проживало 10 241 жителів. Загальна площа 39,08 км2, що дає щільність населення 262 жителя на км2.
Муніципалітет складається з таких районів: Б'єргес, Ребек-Роньон і Квенаст.
- Франсуа Юон — художник Rebecq.
- Ернест Сольве (нар. Ребек 1838 - Іксель, 1922), хімік, промисловець і філантроп.
- П'єр Тілкін, засновник Gueuzerie Tilquin[2]